# Salix rosmarinifolia
Salix rosmarinifolia är en videväxtart som beskrevs av Carl von Linné. Salix rosmarinifolia ingår i släktet viden, och familjen videväxter.

## Underarter
Arten delas in i följande underarter:
- S. r. argyrotricha
- S. r. brachypoda
- S. r. gannanensis
- S. r. tungbeiana

## Bildgalleri

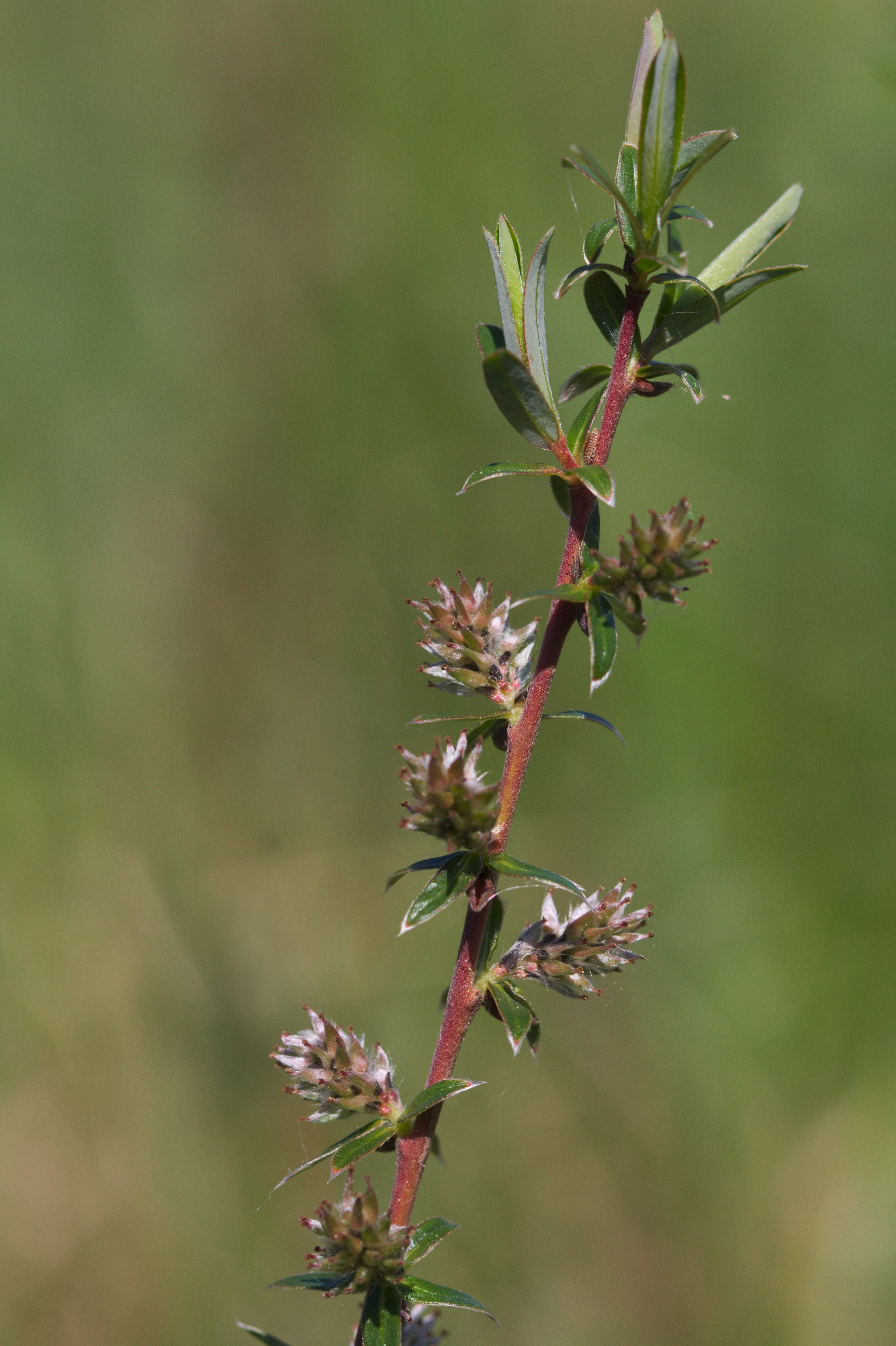
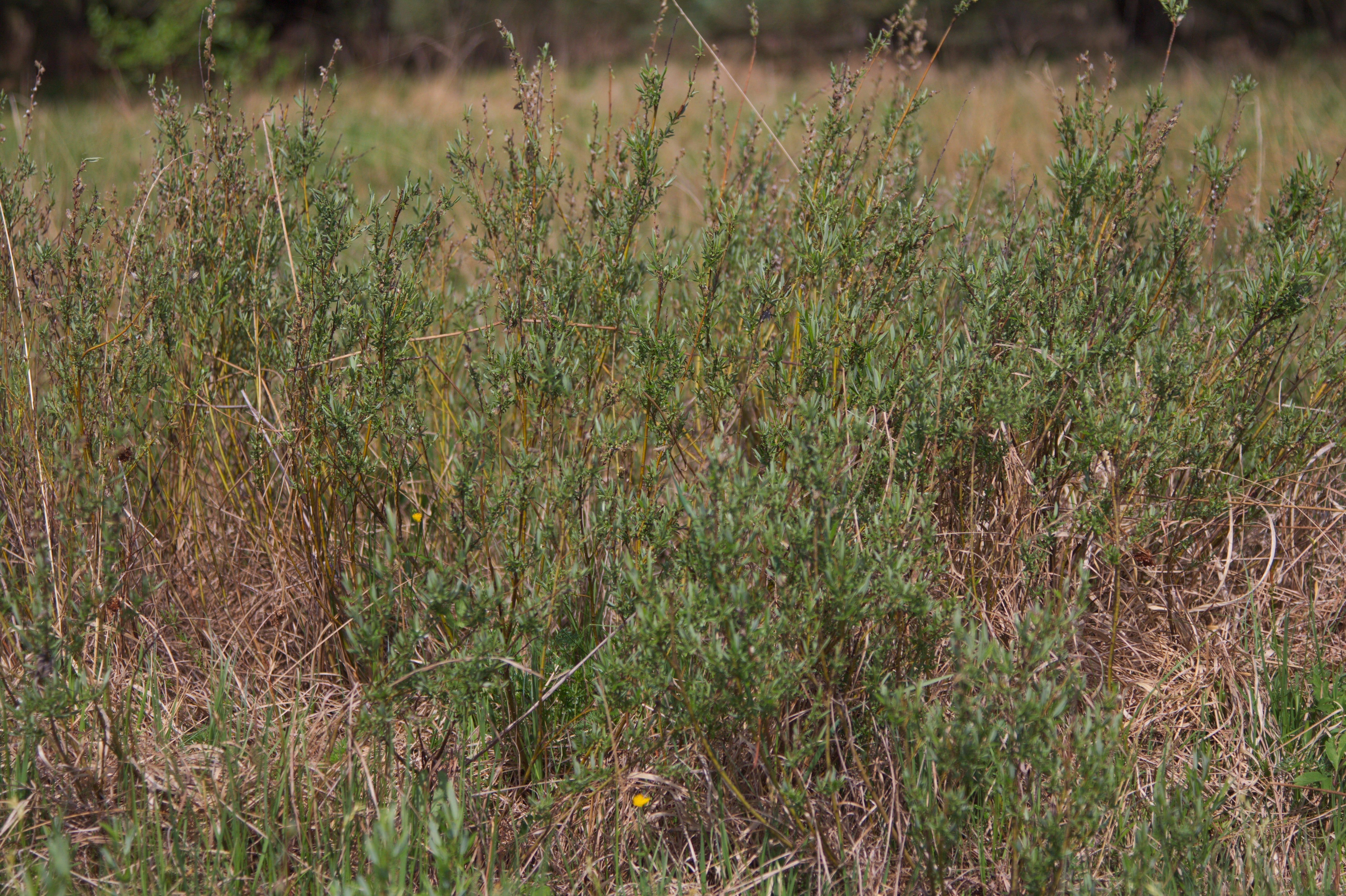
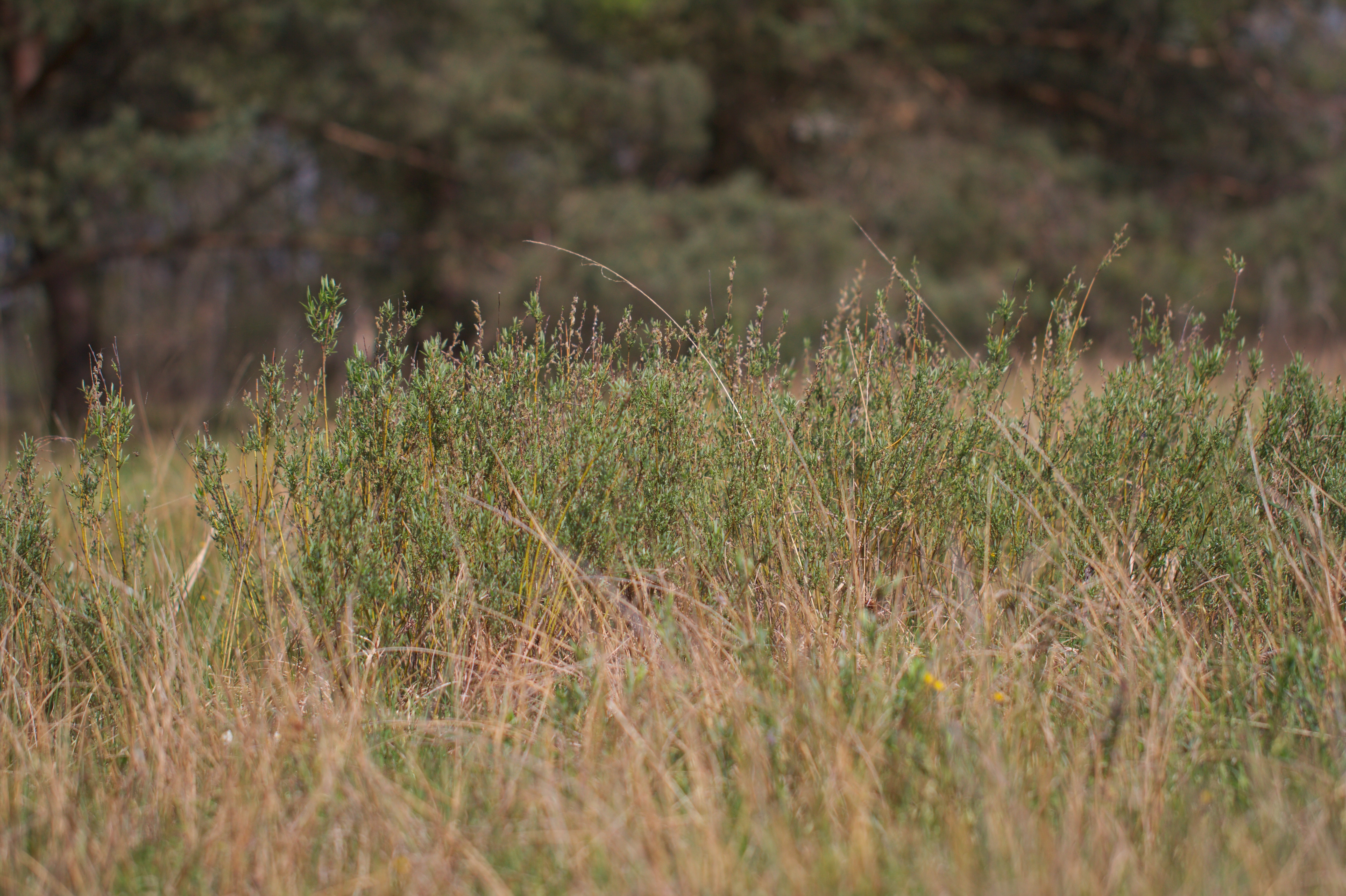
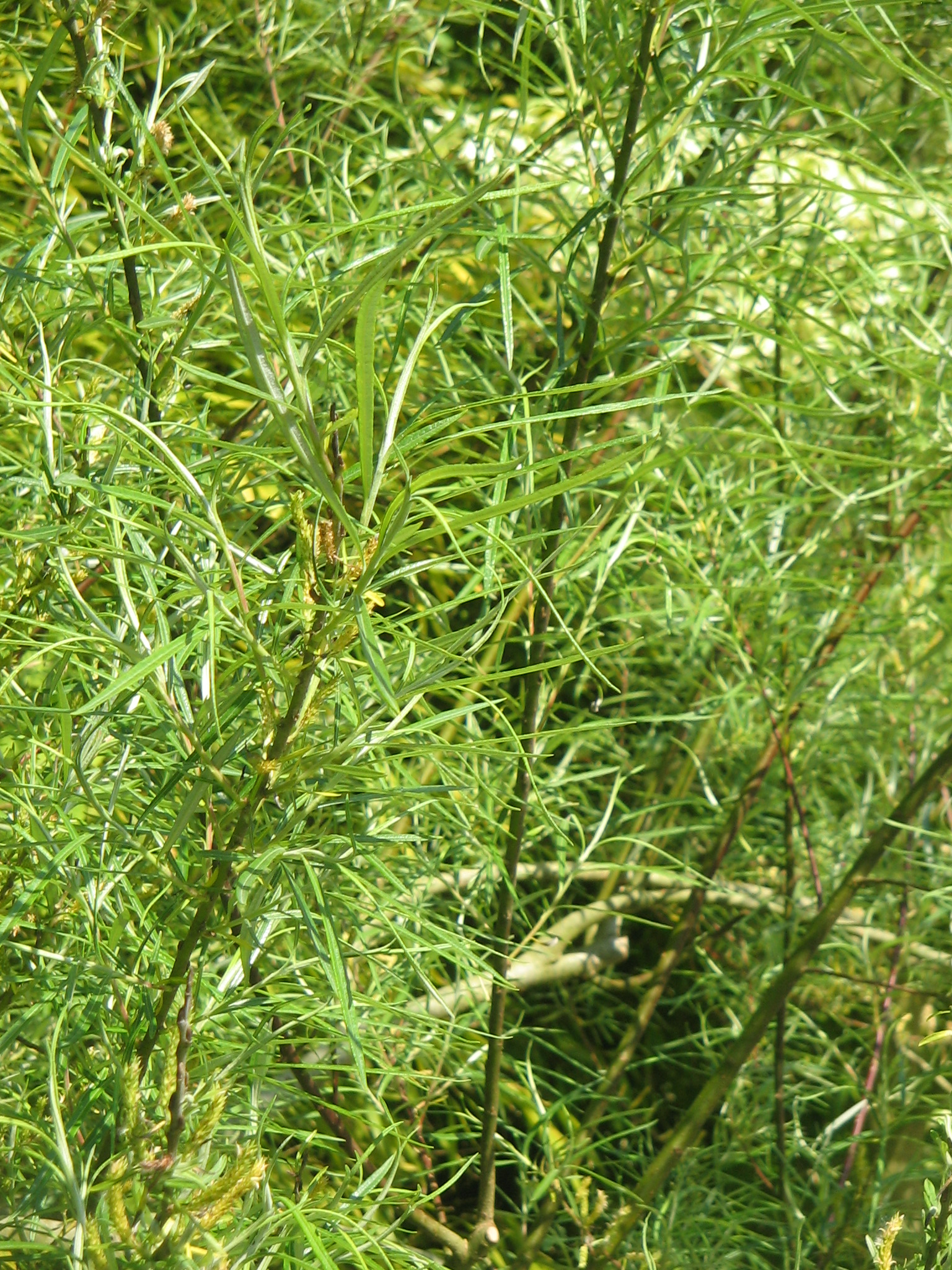
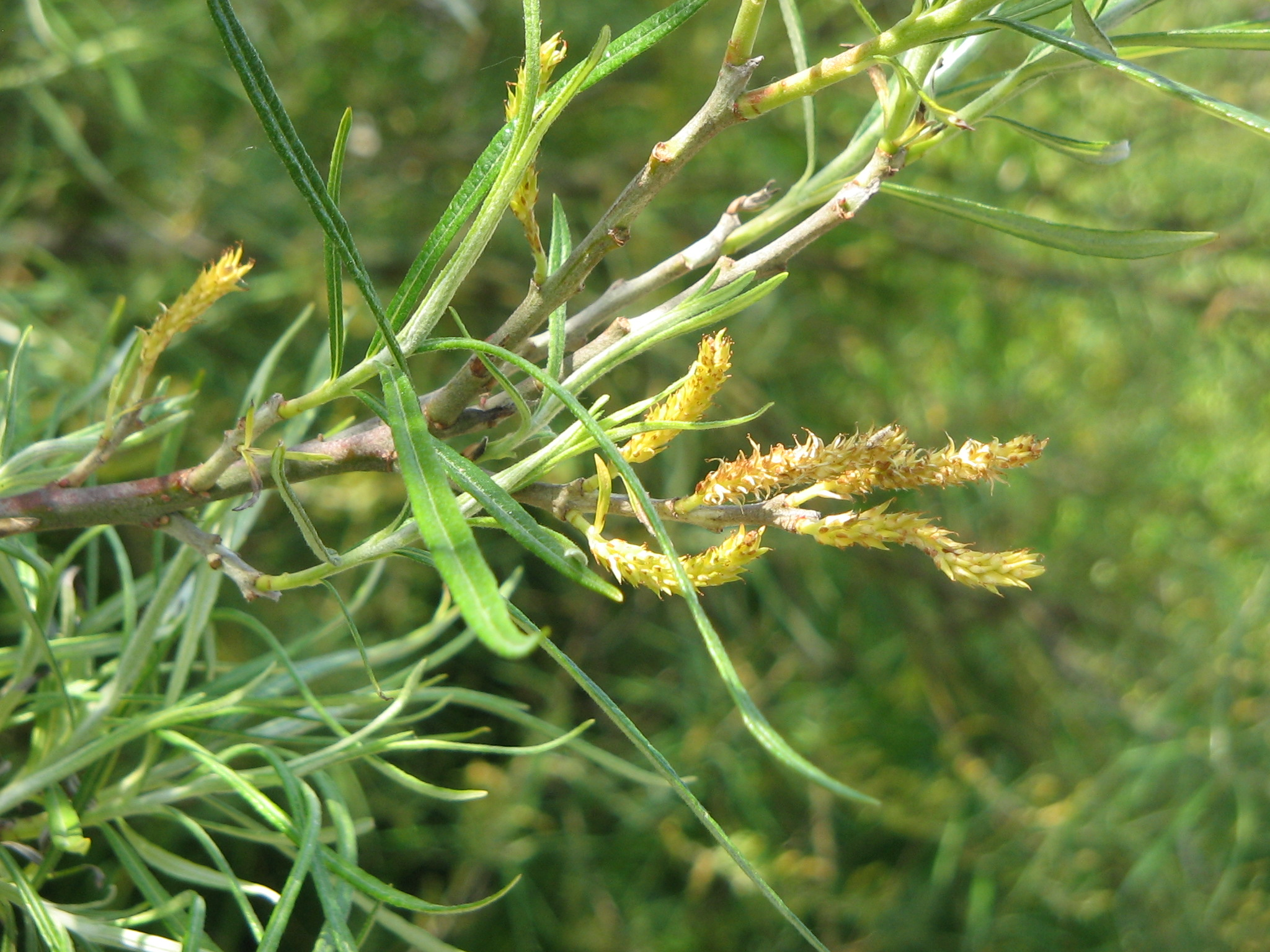
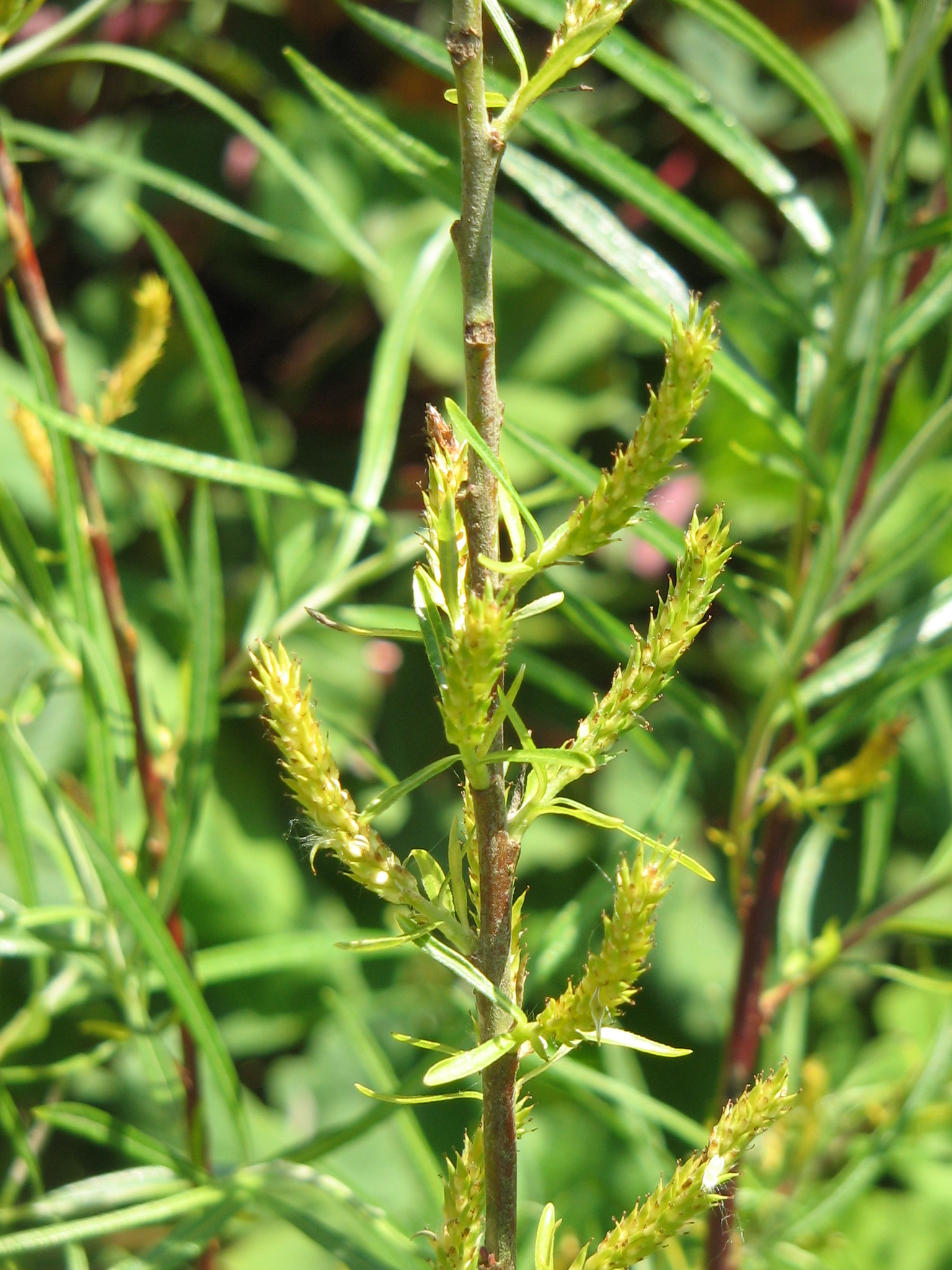